# Lulworthia halima
Lulworthia halima är en svampart som först beskrevs av Diehl & Mounce, och fick sitt nu gällande namn av Cribb & J.W. Cribb 1955. Lulworthia halima ingår i släktet Lulworthia och familjen Lulworthiaceae.  Arten är reproducerande i Sverige. Inga underarter finns listade i Catalogue of Life.